# プラズマ・ボール (ゲーム)
『プラズマ・ボール』(PLASMA・BALL)は、ジャレコより1992年3月27日に発売されたファミリーコンピュータ用アクションゲーム。

## ゲーム内容
「闘神」と呼ばれるキャラクターたちがエネルギーボールである「プラズマ・ボール」を使ってバトルを繰り広げる1対1の対戦アクションゲーム。ゲーム内容の異なる3つのルールを収録している。プレイヤー同士による2人対戦モードがあるほか、ストーリーモードである「クエスト」がある。
ゲーム中、フィールドにはボールが一つだけある。ボールを持っていない時にAボタンでキャラクターは盾を突き出し、前方一定距離のボールをキャッチする。キャッチしたボールはキャラクターの色になり、自動的にチャージされていく。ゲームではこのチャージされたボールを「プラズマ・ボール」と呼んでいる。プラズマ・ボールは最大3段階までチャージされ、ボールの威力と持続時間が増えていく。3段階を越えてもなおボールを離さないと、ボールは爆発しキャラクターはダメージを受けるもしくは麻痺状態になってしまう。ボールを持った状態でAボタンを押すと、前方にプラズマ・ボールを発射する。発射されたプラズマ・ボールは高速で跳ねまわり、相手や特定のオブジェクトにぶつかるか、一定時間が経つと非チャージ状態の「ノーマル・ボール」へと戻る。なお、キャラクターのキャッチできるボールはノーマル・ボールと相手の発射したプラズマ・ボールだけで、自分の発射したプラズマ・ボールはキャッチできない。
全てのキャラクターは常時、前方に盾を構えており、これで相手のプラズマ・ボールの跳ね返す事ができる。ただし、3段階までチャージされたプラズマ・ボールを盾で受けた場合、ダメージを受けるか麻痺状態になってしまう。その他、Aボタンで盾を突き出して相手に接触する事で、相手の持っているボールを落とさせたり奪ったり、必殺技の充填(ルールが「デス・バトル」の時)を妨害する事ができる。なお、ボールをキャッチしている状態で、相手の必殺技を受けたり特定のオブジェクトに触れたりしてダメージを受けるまたは麻痺した時もボールを落とす。
Bボタンで特別な効果を発揮する「スペシャル・パワー」(S・P)を使う事ができる。スペシャル・パワーの内容はルールによって異なるほか、使用回数制限が設けられている。
ボールのスピードはタイトル画面で、SLOW、NORMAL、FASTの3つの中から選ぶ事ができる。

### ルール
デス・バトル
プラズマ・ボールを相手にぶつけ、互いの体力を奪い合うモード。プラズマ・ボールをより大きくチャージする程、相手に大きなダメージを与える事ができ、また盾を持っていない側面や背後からボールをぶつけるとより大きなダメージを与えられる。先に相手の体力ゲージを0にした方が勝利となる。1PLAYERモードまたは2PLAYERSモードで戦うフィールドでは壁面や柱にトゲが設置され、それに触れると麻痺する。フィールド中央上方のドアからは一定時間ごとにアイテムが飛び出すほか、時々ドアの向こうにドクロマークが現れる。これにボールがぶつかるとボールは「デッド・プラズマ」と化し、当たったり受け損なうと1P/2Pの区別なくダメージを受ける。スペシャル・パワーは必殺技。Bボタンを押し続けてパワーを充填し、放すと闘神によりそれぞれ異なる必殺技を放つ。
ブロック・ブレイカー
相手側の陣地にあるビル状のブロックをプラズマ・ボールで壊しあうモード。プラズマ・ボールをより大きくチャージする程、ブロックに大きなダメージを与える事ができるほか、発射したプラズマ・ボールは自陣地、相手陣地問わず両陣地のブロックにダメージを与える。なお、プラズマ・ボールを相手にぶつけると相手を麻痺させる。まず相手陣地の3つの「ノーマル・ブロック」を破壊し、次に相手陣地奥にある「ガード・ブロック」が破壊できるようになるのでこれを破壊、最後にガード・ブロックに守られていた相手陣地最奥にある「コア・ブロック」を破壊する事で勝利となる。ブロックは受けたダメージにより無傷→ひび割れ→崩壊と変化し、またゲーム中は昼→夕方→夜と時間が流れていくが、夜明けの時に自陣地、相手陣地問わずひび割れ状態のノーマル・ブロックがある場合は、両陣地のノーマル・ブロックが1つずつ無傷の状態へと再生される(ガード・ブロック及びコア・ブロックは再生されない。)。その他、フィールド中央には「科学工場」があり、そこから時折「有毒ガス」が噴き出てくる。キャラクターが有毒ガスに触れると麻痺するほか、有毒ガスは夜に近づくほど頻繁に噴き出す。スペシャル・パワーは高速移動。Bボタンを押すと一定時間高速で移動する事ができるようになり、さらにこの時に相手に接触すると相手を麻痺させる事ができる。
ゴール・シューター
制限時間内に相手側のゴールにプラズマ・ボールをシュートし、得点を競うモード。ゴールにシュートしたプラズマ・ボールの状態により、入る得点は異なる(1段階までチャージしたボールをゴールに入れると1点入り、3段階までチャージしたボールをゴールに入れると3点入る)。自分の発射したプラズマ・ボールが自分のゴールに入る事もあるため、オウンゴールも起こりえる。なお、プラズマ・ボールを相手にぶつけると相手を麻痺させる。また、フィールド中央からは一定時間ごとにアイテムが発生する。時間内に得点を多く取った方が1ポイント獲得し、2～3試合して先に2ポイント先取した方が勝利となる。スペシャル・パワーは防御レーザー。Bボタンを押すと一定時間、自分のゴールを防御レーザーで塞ぎ、ボールが入るのを阻止する。

### ゲーム・モード
1PLAYER
1人プレイ専用モード。3つのルールの内1つを選んだ後、自分の操作する闘神、コンピュータの操作する闘神を選び、コンピュータと対戦する。同キャラクター対戦はできない。自分以外の5柱の闘神に勝つと簡素な演出が入った後にゲーム終了、タイトル画面に戻る。
2PLAYERS
2人対戦プレイ専用モード。1P側の操作する闘神、2P側の操作する闘神をそれぞれ選び、3つのルールの内1つを選んで対戦する。同キャラクター対戦が可能。パスワードを使用する事で、後述のQUESTモードで育てた闘神を対戦で使う事ができる。
QUEST
1人プレイ専用モード。いわゆるストーリーモード。6柱の闘神の内1神を選び、残りの呪縛に捕われた5柱の闘神と戦う。対戦ルールは「デス・バトル」形式で行われ、一定時間ごとにアイテムも出現するが、戦うフィールドは相手となる闘神によって異なる。また、相手となる闘神は体力ゲージが半分ほどになると、手下を呼び寄せたり、フィールド特有のギミックを使ってプレイヤーを攻撃してくる。相手の体力ゲージを0にすると勝利、闘神は正気へと戻る。この時、闘神はスペシャル・パワー使用回数と後述のパワーポイント(P・P)を分け与えてくれる。これを繰り返す事でプレイヤーの操る闘神は成長していく。自分以外の5柱の闘神に勝つとラストボスが登場、これに勝利するとエンディングとなる。ゲームの進行状況は全体マップの神界にいる守護神から教えてもらえるパスワードで保存可能。このパスワードを2PLAYERSモードで入力すると、本モードで育てた闘神を対戦で使う事ができる。

### パワーポイント(P・P)
闘神の持つ4つのパラメータ。闘神を選択する場面で、あらかじめ設定されているP・Pを配分しなおす事もできる。ただし、闘神ごとに各パラメータの最低値は決められている。QUESTモードでは相手の闘神に勝利するごとにP・Pを入手、各パラメータに配分する事ができる。
こうげき(攻撃力)
自分がプラズマ・ボールを発射した時の威力に関係。「デス・バトル」(QUESTモードを含む)では相手に与えるダメージの大きさ、「ブロック・ブレイカー」及び「ゴール・シューター」では相手に与える麻痺時間の長さに影響する。
ぼうぎょ(防御力)
各ダメージの耐久力に関係。または、麻痺した際にしびれる時間の長さに影響。
エナジー(エネルギー)
スペシャル・パワーに関する力。「デス・バトル」(QUESTモードを含む)では必殺技を使用するまでの充填速度、「ブロック・ブレイカー」では高速移動可能な時間、「ゴール・シューター」では防御レーザーの発生時間にそれぞれ影響する。
プラズマ
キャッチしたボールをチャージする速さに影響。

### アイテム
本作に登場するアイテムを記述する。
- 力のパネル(大) - 体力を大きく回復させる。「デス・バトル」(QUESTモードを含む)でのみ登場。
- 力のパネル(小) - 体力を少し回復させる。「デス・バトル」(QUESTモードを含む)でのみ登場。
- 守りのパネル - 一定時間、体の周りにバリアが付いて無敵となる。「デス・バトル」(QUESTモードを含む)でのみ登場。
- 光りのパネル - スペシャル・パワー使用回数が一つ増える。
- 破壊のパネル - 取ると体力が減る。「デス・バトル」(QUESTモードを含む)でのみ登場。
- 麻痺のパネル - 取ると一定時間、麻痺状態となる。
- 時のパネル - 試合時間が延長される。「ゴール・シューター」でのみ登場。
- 宇宙のパネル - 重力が一定時間遮断され、慣性が発生する。「ゴール・シューター」でのみ登場。

## ストーリー
遥か時空の彼方にて、地球とよく似た自然を持つ惑星「エレメント」があった。「エレメント」では「風」、「木」、「火」、「水」、「金属」、「土」の6つの自然神たちによってその均衡が保たれてきた。この世界では1,000年に一度、神々が天空にある「神界」に集まり、プラズマ・ボールという激闘球技が行われる。「神界」の守護神の前で神々は、温厚な神から戦う神「闘神」に姿を変え、そして、超エネルギーボールを使って時空を超えた戦いを繰り広げる事となる。

## 登場キャラクター
本作に登場するキャラクターを記述する。
風の闘神「みすとらる」
風の拠り所である、空や雲の世界を治める。「エナジー」のパラメータがとても高く、「ぼうぎょ」のパラメータが低い。
必殺技 - トルネード・アタック
一定時間高速で回転し、ボールを弾き返すほか、相手に体当たりしてダメージを与える事ができる。
木の闘神「ぷらんたす」
植物の拠り所である、森を治める。「エナジー」のパラメータがとても高く、「こうげき」のパラメータが低い。
必殺技 - プラント・ショット
木の葉の渦を放つ。相手に当たると一定時間動けなくし、さらに相手を自分の方に引き寄せる。
火の闘神「いぐにす」
火や炎の拠り所である、火山を治める。「こうげき」のパラメータが非常に高く、「ぼうぎょ」、「プラズマ」のパラメータが低い。
必殺技 - ファイヤー・ショット
ボールを炎上させ相手にぶつけ、そして相手を炎上させダメージを与える。
水の闘神「あくあんと」
水の拠り所である、海を治める。「こうげき」のパラメータがとても高く、「プラズマ」のパラメータが低い。
必殺技 - フロード・ショット
噴水でボールを真上に打ち上げ、相手の頭上めがけて垂直落下させダメージを与える。
金属の闘神「めたりあす」
金属の拠り所である、鉱脈を治める。「ぼうぎょ」のパラメータが非常に高く、「こうげき」、「エナジー」のパラメータが低い。
必殺技 - マグネ・ショット
特殊な磁力により一定時間ボールを自在に操る事ができ、相手にボールをぶつけてダメージを与える事ができる。なお、発動中は自身は動くことができなくなる。
土の闘神「でぜると」
土の拠り所である、地下世界を治める。「ぼうぎょ」のパラメータが非常に高く、「こうげき」のパラメータが低く、「エナジー」のパラメータが非常に低い。
必殺技 - クウェイク・アタック
巨大地震を起こし、その振動で相手の動きを一定時間鈍らせる。
じゃしん マドホルト
QUESTモードのラストボス。神々に憑りつき惑星の支配を狙う存在。最初はプレイヤーの操る闘神と同じ姿、能力で戦うが、ダメージを与えていくと、今まで戦った5柱の闘神へと次々と姿を変えてくる。

## スタッフ
- プログラム:PRINCE・K、K・KENICHI、「SHIMA」、「YASUHIRO」、SPARK・かんご
- グラフィック:GUNS N RAY、ふらんしす・さとお
- サウンド:がりれお SUZU(鈴木康行)
- バグ ハンターズ:ぱぱせきや(せきやひとし)、いがくら やすお(猪ヶ倉康雄)、AZVEAR-S、くろねこ しょうぐん、ひいろゆうき、くら1 VER・3、さいばすたー・ホシ、ほらっちょ あおき。、●らりほう やまざき、てやんでえ な やつ、なのにい まえかわ、BGなべ2、ねこまた わた3、ふおっくす・SHO、●だってじむだもん●
- スペシャル サンクス トゥ:HIROSHI・N、マイスター おもたに、ほんだもとこ、よしだ あきひろべえ(吉田明広)、ぶれいかー・さかした、YUKI・ARAI(あらいゆき)、E・KITANO!!、ろーりんぐ・あに、くらもちのぶゆきまる(倉持伸幸)、CYNTHIA 09、「みゃうくん」、モトクロスたかはし、かちさと モリタ、あくびちゃんでちゅー、りょうたさんじょう、じゃれこの みんな
- マップ クリエイター:NIKININ
- ディレクター:UBIK-T・S

## 評価
ゲーム誌『ファミコン通信』の「クロスレビュー」では合計23点（満40点）となっている。